# داريل براينت
داريل براينت (بالإنجليزية: Darryl Bryant)‏ مواليد 25 أبريل 1990 في بروكلين، هو لاعب كرة سلة أمريكي. بدأ مسيرته الاحترافية في سنة 2012. يلعب في الدوري الفنلندي لكرة السلة كلاعب هجوم خلفي. يحمل الرقم 25. يبلغ طوله 6 قدم 1.5 بوصة (1.9 م).

## المسيرة الاحترافية
لعب مع نادي كولين لكرة السلة في موسم 2014–2015، ثم لعب مع منز سانا 1871 باسكت في موسم 2015–2016، ثم لعب مع نادي سولنوكي أولاي لكرة السلة في سنة 2017.

## روابط خارجية
- داريل براينت على موقع كرة السلة الأوروبية.كوم (الإنجليزية)
- داريل براينت على موقع DraftExpress.com (الإنجليزية)
- داريل براينت على موقع كلية كرة السلة في سبورتس رفرنس.كوم (الإنجليزية)
- داريل براينت على موقع ريلجم (الإنجليزية)
- داريل براينت على موقع بروبوليرز (الإنجليزية)
- داريل براينت على موقع سبورتس رفرنس (الإنجليزية)